# Psyché Rock
Pistes de Messe pour le temps présent
Prologue
(1) Jericho Jerk
(3)
Psyché Rock est un morceau de Pierre Henry et Michel Colombier  sorti en  1967 qui figure sur la suite de danses Messe pour le temps présent. C'est sans nul doute le titre le plus connu de cette œuvre. Le morceau se compose de cloches, de flûtes, cuivres et ensemble rock (guitare, basse, batterie) et de musique électronique.

## Contenu et influence
Ce titre s'inscrit dans le mouvement musical de musique concrète et plus globalement dans le mouvement de musique industrielle comportant traditionnellement une méthode de message[pas clair] prophétique, critique et ésotérique qui lui est propre.
Il est très fortement inspiré par les chansons Wild Thing de Chip Taylor et Louie Louie, écrite par Richard Berry.
Ce morceau a la particularité de pouvoir être lu à l'envers sans modification notable de la musique et a eu une importante influence sur la musique électronique moderne.

Le succès de Psyché Rock apporte à Pierre Henry la reconnaissance du public mais cette oeuvre n'est pour autant pas représentative de son travail lié à la musique concrète. Il déclarera plus tard à ce propos, dans un entretien pour Télérama : 
« Beaucoup d'éditeurs et de maisons de disques me poussaient pour que j'écrive d'autres pièces du même genre. Impossible ! Je n'ai rien contre le succès — avec Michel Colombier, nous avons vendu des milliers d'exemplaires de la Messe ! — mais rien ni personne ne m'obligera à bégayer, fût-ce pour de l'argent. »

## Utilisation
Au cinéma, Costa-Gavras est le premier à utiliser le morceau pour son film Z. Jean Becker l'a également utilisé pour son film Élisa. Le remix de Fatboy Slim fait partie de la bande originale de Lolita malgré moi ainsi que de Quasimodo d'El Paris.
À la radio, le morceau sert de générique à l'émission Service public sur France Inter.
À la télévision, le morceau a inspiré la musique du générique de la série Futurama de Matt Groening. Il a également été utilisé dans une publicité pour les cartes téléphoniques prépayées Mobicarte en 1999, Nescafé en 2008, ainsi que pour Renault en 2024 (publicité pour la Megane électrique) donnant l'impression qu'il s'agit d'une musique récente. En Espagne, ce fut le générique de l'émission Estudio abierto (es), animée par José María Íñigo (es) (1970-1975, 1982-1985).

## Remix
- William Orbit [14]
- Stereolab
- Fatboy Slim
- Christopher Tyng (pour la série d'animation Futurama)
- Moog Cookbook (album Bartell)